# ۳ ژانویه
۳ ژانویه سومین روز سال در گاه‌شماری میلادی است. ۳۶۲ روز (در سال‌های کبیسه ۳۶۳روز) تا پایان سال باقی‌است.

## رویدادها
- ۱۵۲۱ - کلیسای کاتولیک مارتین لوتر را تکفیر کرد.

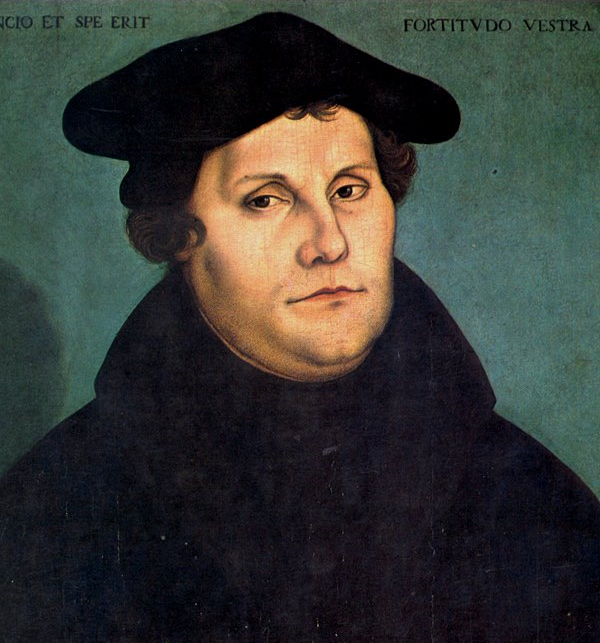
مارتین لوتر

- ۱۷۴۹ - ایالت ورمانت در ایالات متحده از ایالت نیویورک مستقل شد.
- ۱۹۹۰ - مانوئل نوریگا از قدرت در پاناما خلع شد.

## زادروزها
- ۱۸۹۲ - جی. آر. آر. تالکین، نویسنده و زبان‌شناس بریتانیایی
- ۱۹۲۰ - اسماعیل اکوع، تاریخ‌نگار و سیاست‌مدار یمنی
- ۱۹۲۶ – لزلی ویلسون، دوچرخه‌سوار اهل بریتانیا (د. ۲۰۰۶)
- ۱۹۶۴ – جان بوخرس، دوچرخه‌سوار اهل هلند

## درگذشت‌ها
- ۱۹۴۵ - ادگار کیسی، پیشگوی آمریکایی
- ۲۰۲۰ - قاسم سلیمانی، نظامی و پاسدار ایرانی و فرمانده سپاه قدس[۱]